# Shintarou Kago
Shintarou Kago (駕籠 真太郎 Kago Shintarō?), född 1969 i Tokyo, Japan, är en japansk serieskapare. Han debuterade 1988 i magasinet Comic Box.

## Biografi
Kago föddes 1969 i Tokyo i Japan. Han började teckna den typen av serier som han nu är känd för när han gick på gymnasiet, då han var med i sin skolas manga-klubb. Han tecknade mycket serier med svart humor; i efterhand har han resonerat att det kan ha varit ett sätt för honom att göra uppror mot en elev i samma årskurs som tecknade "vanliga" skämtserier.
1988 gjorde han sin debut i magasinet Comic Box.

## Stil

### Teman
Kago är känd för att skapa serier som inkluderar komedi, satiriska kommentarer om militären, hur teknik påverkar människors liv, och skräck- och guro-teman. Han har också använt avföring som ett återkommande element i sina serier, dels för att "ingen annan gjorde det" när han började sin karriär som serieskapare, och dels för att de magasin han blev publicerad i hade detta som tema.
I en intervju med Vice påpekade han att detta bara var för magasinets temas skull, och att han själv inte finner det sexuellt attraktivt, och att det därför är svårt att få till en erotisk serie med det temat. Han berättade att han inte är särskilt intresserad av att teckna sex över huvud taget, men att det är ett måste när man publiceras i en erotiktidning; ibland använder han "meningslösa sexscener" som rent utfyllnadsmaterial, då han måste fylla ut ett visst antal sidor för en publikation.
Å andra sidan tycker han att det är ännu svårare att teckna en serie om han är fri till att göra precis vad han vill med den, och att det är lättare att arbeta kreativt när man har begränsningar man måste förhålla sig till. Enligt Kago är det enklare att vara kreativ när han arbetar med en serie i följetongsformat, då han kan "följa med strömmen" när han skriver manuset, men oftast är inte detta fallet; istället skriver han främst engångspublikationer.

### Struktur
Kago gör ofta alla rutorna i en serie i samma storlek, för att undvika att omedvetet ge en ruta mer vikt än andra. Han säger också att skämt ibland fungerar bättre när de tvingas formuleras utifrån ett format med ett begränsat antal rutor, såsom en-rutesserier eller yonkoma (fyr-rutesserier). Dessutom så tycker han själv inte om att använda rutor som är väldigt stora på sidorna, då han anser att det känns som en gimmick; han tycker inte att det är något direkt fel med det, men föredrar själv att göra sina serier mer subtila.

## Verk

### Manga
- Ningen ijō (人間以上?  "Övermänsklig") (oktober 1990. ISBN 9784765902861)[3]
- Ningen ijō (人間以上?  "Övermänsklig") (september 1992. ISBN 9784765905749)[4]
- Slapstick Nymphomania (凸凹（スラップスティック）ニンフォマニア Surappusutikku ninfomania?, "Slapstick-nymfomani") (juli 1995. ISBN 9784885709227)[5]
- Kagayake! Daitōa kyoueiken (輝け!大東亜共栄圏?  "Gläns! Den större östasiatiska sfären för gemensamt välstånd") (1 juni 1999. ISBN 978-4872334623)
- Kigeki ekimae gyakusatsu (喜劇駅前虐殺?  "Avskyvärd komedi framför stationen") (1 oktober 1999. ISBN 978-4872334852)[6]
- Banji kaichō (万事快調?  "Allting är fridfullt") (25 mars 2000. ISBN 978-4568730128)[7]
- Paranoia Street 1 (パラノイアストリート 1 Paranoia sutorīto 1?, "Paranoia-gatan 1") (november 2000. ISBN 9784889917680)[8]
- Ekimae hanayome (駅前花嫁?  "Bruden framför stationen") (december 2000. ISBN 9784872335361)[9]
- Paranoia Street 2 (パラノイアストリート 2 Paranoia sutorīto 2?, "Paranoia-gatan 2") (juli 2001. ISBN 9784889917888)[10]
- Rokushiki tensō Ataraxia (六識転想アタラクシア Rokushiki kururi sou atarakushia?, "De sex sinnenas tanke-förändrande ataraxia") (6 november 2001. ISBN 978-4872336146)[11]
- Chōdennō Parataxis (超伝脳パラタクシス Chōdennō paratakushisu?, "Super-ledande hjärnor paratax") (1 februari 2002. ISBN 978-4087826722)[12]
- Paranoia Street 3 (パラノイアストリート 3 Paranoia sutorīto 3?, "Paranoia-gatan 3") (mars 2002. ISBN 9784840104388)[13]
- Daisōgi (大葬儀?  "Den stora begravningen") (4 juli 2002. ISBN 978-4872336733)[14]
- Otoru! Kremlin goten (踊る！クレムリン御殿 Otoru! Kuremurin goten?, "Dansa! Kremlin-palatset") (februari 2003. ISBN 9784860560409)[15]
- Ekimae rōman kikō (駅前浪漫奇行?  "Romantiskt excentriskt beteende framför stationen") (juni 2003. ISBN 9784872337648)[16]
- Dekoboko Nymphomania (凸凹ニンフォマニア Dekoboko ninfomania?, "Grovhets-nymfomani") (25 juli 2003. ISBN 9784765905756)[17]
- Kijin Gahoh (奇人画報?  "Märkliga personer-magasinet") (20 maj 2004. ISBN 9784872338454)[18]
- Kasutoru Shiki (かすとろ式?) (december 2004. ISBN 9784872338997)[19]
- Tobidasu mōsō (飛び出す妄想?  "Plötslig vanföreställning") (1 februari 2005. ISBN 9784765906302)[20]
- Hannya Haramita (ハンニャハラミタ?) (juli 2005. ISBN 9784088768229)[21]
- Korokoro sōshi: Ōedo muzan 13 ku (殺殺草紙・大江戸無残十三苦?  "Mord-skrifterna: Tretton grymma lidanden i det stora Edo") (augusti 2006. ISBN 9784778320225)[22]
- Yume no omocha kōjō (夢のおもちゃ工場?  "Dröm-leksaksfabriken") (5 januari 2007. ISBN 9784883563739)[23]
- Tadaishii hentai seiyoku (正しい変態性欲?  "Uppriktig sexuell perversion") (5 september 2007. ISBN 9784883563999)[24]
- Ana, Moji, Ketsueki Nado ga Arawareru Manga (穴、文字、血液などが現れる漫画?  "En tecknad serie där hål, tecken, blod, et cetera, framträder") (1 februari 2008. ISBN 978-4765930062)
- Black Theater: Obaachan ga shitai kusaiyo (ブラックシアターおばあちゃんが死体くさいよ Burakku shiatā obaachan ga shitai kusaiyo?,  "Svart teater: Farmors döda kropp luktar illa") (30 januari 2009. ISBN 9784765930116)[25]
- Arijigoku buiesu barabara shōjo (アリ地獄VSバラバラ少女?  "Myrlejonsländan vs. flickan i bitar") (juni 2009. ISBN 9784765930147)[26]
- Fraction (フラクション Furakushon?, "Bråkdel") (7 november 2009, engångspublikation. ISBN 978-4862527189)[27]
- Anamorphosis no meijū (アナモルフォシスの冥獣 Anamorufoshisu no meijū?) (18 november 2010. ISBN 9784862529121)[28]
- Harem End (ハーレムエンド Hāremu endo?, "Harem-slut") (16 juni 2012. ISBN 9784864362429)[29]
- Kago Shintarō kō nō tanhenshū ibutsu kon'nyū (駕籠真太郎高濃短編集 異物混入?) (20 mars 2015. ISBN 9784883794096)[30]

### Anime
- Kago Shintarou anime sakuhin shuu (駕籠真太郎アニメ作品集?) (2008, 17 avsnitt)